# Werner Duregger
Werner Duregger ist ein österreichischer Poolbillardspieler.

## Karriere
1989 wurde Werner Duregger durch einen Finalsieg gegen den Schweden Tomas Larsson Junioren-Europameister im 14/1 endlos. Im selben Jahr wurde er in den Disziplinen 8-Ball und 9-Ball erstmals österreichischer Meister der Herren. 1990 und 1991 gelang es ihm, den Titel im 8-Ball erfolgreich zu verteidigen. 1991 wurde er zudem österreichischer Meister im 14/1 endlos. Bei der EM 1992 wurde er im Finale gegen den Belgier Mario Lannoye 9-Ball-Europameister. Ein Jahr später gewann er die Bronzemedaillen in den Disziplinen 8-Ball und 9-Ball. Bei der österreichischen Meisterschaft 1993 gewann er die Titel im 8-Ball und 9-Ball. 1993 gewann er zudem durch einen 2:1-Sieg gegen den Deutschen Ralf Souquet das European Pool Masters, das Vorgängerturnier des World Pool Masters.
Werner Duregger wurde zweimal österreichischer Mannschaftsmeister; 1991 mit dem CAP Hörbranz und 1993 mit dem PBC Landhaus Brixlegg.

## Erfolge
| Einzel                                | Einzel                 |
| ------------------------------------- | ---------------------- |
| 14/1-endlos-Junioren-Europameister:   | 1989                   |
| Österreichischer 8-Ball-Meister:      | 1989, 1990, 1991, 1993 |
| Österreichischer 9-Ball-Meister:      | 1989, 1993             |
| Österreichischer 14/1-endlos-Meister: | 1991                   |
| 9-Ball-Europameister:                 | 1992                   |
| European Pool Masters:                | 1993                   |
| Mannschaft                            |                        |
| Österreichischer Meister:             | 1991, 1993             |